# رفيق الحق (محامي)
رفيق الحق (2 نوفمبر 1935 - 24 أكتوبر 2020)، هو محامي من بنغلادش شغل منصب المدعي العام لبنغلاديش في عام 1990.

## الجوائز
- ميدالية خان بهادر إحسان الله الذهبية (2017)[6]
- الميدالية الذهبية للأم تيريزا الكلكتية، منحها مجلس الشيوخ الأمريكي.
- جائزة تقدير من مستشفى إبراهيم للقلب.
- جائزة الراعي لمتحف مناضلي الحرية.
- جائزة من MCCI لمساهمتها في الصحة والنظافة ومن قبل نادي الروتاري في دكا.[7]

## روابط خارجية
- "Barrister Rafiq-ul Haque, Eminent Lawyer of Bangladesh tells his life story". Mahfuz Mishu. 15 ديسمبر 2015. اطلع عليه بتاريخ 2017-07-09.